# 穆迪步行桥
穆迪步行桥（英語：Moody Pedestrian Bridge）是美国德克萨斯州奧斯汀的德克薩斯州大學奧斯汀分校校园内的一座人行过街天桥，跨过Dean Keeton街链接了穆迪传媒学院的两幢大楼。